# Карпушевка
Карпушевка (коми Карпушев) — деревня в Усть-Цилемском районе Республики Коми России. Входит в состав сельского поселения Коровий Ручей.

## История
В «Списке населенных мест Российской империи», изданном в 1861 году, населённый пункт упомянут как деревня Карпушевская Мезенского уезда (2-го стана), при реке Печоре, расположенный в 697 верстах от уездного города Мезень. В деревне насчитывалось 15 дворов и проживало 116 человек (52 мужчины и 64 женщины).
По состоянию на 1920 год, имелось 36 дворов и проживало 143 человека (57 мужчин и 86 женщин). В административном отношении входила в состав Устьцилемского общества Устьцилемской волости Печорского уезда.

## География
Деревня находится в северо-западной части Республики Коми, на правом берегу реки Печоры, на расстоянии примерно 3 километров (по прямой) к востоку-юго-востоку (ESE) от села Усть-Цильма, административного центра района.
Часовой пояс
Карпушевка, как и вся Республика Коми, находится в часовой зоне МСК (московское время). Смещение применяемого времени относительно UTC составляет +3:00.

## Население
| 2010 |
| ---- |
| 368  |

Гендерный состав
По данным Всероссийской переписи населения 2010 года в гендерной структуре населения мужчины составляли 48,4 %, женщины — соответственно 51,6 %.
Национальный состав
Согласно результатам переписи 2002 года, в национальной структуре населения русские составляли 88 % из 448 чел.

## Инфраструктура
Функционируют фельдшерско-акушерский пункт, дом культуры, библиотека, интернат и три магазина.

## Улицы
Уличная сеть деревни состоит из четырёх улиц и одного переулка.